# Haematopota subirrorata
Haematopota subirrorata är en tvåvingeart som beskrevs av Xu 1980. Haematopota subirrorata ingår i släktet Haematopota och familjen bromsar. Inga underarter finns listade i Catalogue of Life.